# Einzelbildauswertung
Die Einzelbildauswertung (Einzelbildentzerrung) beschreibt ein Verfahren, das es erlaubt aus Messbildern geometrische Informationen abzuleiten. Die Messbilder sind aufgrund ihrer Zentralprojektion als metrische Vorlage ungeeignet, da abgegriffene Längen, Winkel und Flächen stark verfälscht werden. 
Ursache sind Neigungen im Bild und im Objekt sowie Höhenunterschiede im Objekt. Durch Hinzufügen der Information eines digitalen Geländemodells lässt sich das Messbild (differentiell) entzerren und in ein Orthofoto überführen, was durch folgende Verfahren möglich ist:
- graphische Entzerrung (analog)
- Umzeichnung (analog)
- einheitliche optische Entzerrung (analog)
- differentielle optische Entzerrung (analytisch)
- Einzelpunktentzerrung (numerisch)
- Pixeltransformation (digital)

Orthofotos enthalten aufgrund ihrer Entzerrung metrische Informationen zwischen den Bildobjekten, die eine Extraktion von Koordinaten zulassen.